# Société du Midi de l'Escarpelle
La Société du Midi de l'Escarpelle est une compagnie minière qui a recherché la houille à Courcelles-lès-Lens dans le bassin minier du Nord-Pas-de-Calais. Elle est fondée en 1857, dès lors, elle effectue plusieurs sondages au sud de la concession de l'Escarpelle et à l'ouest de celle d'Aniche. Une fosse dite no 1 est commencée en début d'année 1861 et inaugurée le 1er octobre 1861 lors de grandes festivités.
Mais dès le milieu de l'année 1861, Abel Lebreton et le conseil d'administration sont divisés, un procès s'ensuit. Un jugement du tribunal de Douai du 30 janvier 1862, confirmé par un arrêt de la Cour d'appel du 2 juin suivant, met fin à ces débats par le maintien de la révocation du sieur Lebreton. Par acte sous seing privé du 29 octobre 1863, Abel Lebreton fonde une nouvelle société, sous le nom de Compagnie du Couchant de la concession d'Aniche. Elle sonde concurremment les terrains demandés par la Société du Midi de l'Escarpelle. La demande de concession de cette dernière est refusée le 10 janvier 1865. Ses ressources étant épuisées, la dissolution de la société est prononcée par jugement du tribunal de Béthune du 6 juin 1867. Le liquidateur vend sans adjudication les biens de la société pour 25 000 francs à Abel Lebreton, aucune offre supérieure n'ayant été proposée.

## Société de recherches
Au commencement de l'année 1857, une Société à la tête de laquelle est M. Dellisse-Engrand, avait établi un sondage no 282 à Courcelles-lès-Lens, à l'intersection de la route no 43 de Béthune à Douai, avec le chemin qui conduit d'Esquerchin à Courcelles. Ce sondage rencontre au-dessous du tourtia, à 140 mètres, des schistes argileux noirs, auxquels succèdent, à 146 mètres, des grès quartzeux blanchâtres.
Le sieur Lebreton-Dulier, qui a exécuté ce sondage, comme entrepreneur, conteste le caractère négatif attribué à ce sondage, et prétend qu'on l'a arrêté avant d'avoir dépassé les morts-terrains. Il vient à la fin de 1858 s'établir à Courcelles-Lès-Lens, avec l'intention d'entreprendre de nouveaux sondages et d'en commencer l'installation.
Le 27 avril 1859, il crée une Société dite Société du Midi de l'Escarpelle, « dont le but (article no 2 des Statuts) est la recherche et plus tard, s'il y a lieu, l'exploitation de la houille sur les territoires de Courcelles-lès-Lens, Flers... au midi de la Concession de l'Escarpelle, au levant de la Concession d'Hénin-Liétard, et au couchant de celle d'Aniche ».
L'acte de constitution renferme les clauses suivantes : M. Lebreton aura seul la direction des travaux. Le capital social est fixé à 23 000 francs, divisé en 230 actions de 100 francs chacune, sur lesquelles trente actions libérées sont attribuées à M. Lebreton, comme fondateur de l'entreprise. Les actions sont nominatives. Il y aura un conseil d'administration formé de six membres, parmi lesquels figurera de droit M. Lebreton. Les cinq autres seront choisis parmi les actionnaires, en assemblée générale. M. Lebreton entreprendra deux sondages sur les points choisis, moyennant 20 000 francs, soit 10 000 francs par sondage, mais seulement jusqu'au tourtia, pourvu qu'il soit atteint avant 180 mètres.
Au-delà du tourtia, la Société continuera les travaux et payera à M. Lebreton dix francs par jour pour le loyer de l'outillage et la direction des travaux ainsi que l'entretien de matériel et le tubage, et tous les autres frais. En cas de réussite, M. Lebreton aura seul la direction des travaux, sera de droit dans la Commission et le conseil d'administration et fera, de concert avec deux délégués, les démarches pour l'obtention de la Concession. 
Cette Société exécute deux sondages à Courcelles, no 1 (266) à dix à quinze mètres de la limite de la Concession de l'Escarpelle et à 200 mètres de celle de Dourges. Il atteint le terrain houiller à 144,30 mètres et la houille à 173 mètres, le 19 avril 1860. Continué ensuite jusqu'à 234 mètres, ce sondage aurait, d'après le sieur Lebreton, traversé sept veines de houille grasse, mais d'après un rapport officiel des Ingénieurs des Mines, il résulterait qu'il n'aurait rencontré que deux veinules inexploitables. Le sondage no 2 (267) est situé à 350 mètres de la concession de Dourges, et au sud du sondage no 1. Il aurait, d'après le sieur Lebreton, rencontré le terrain houiller à 137 mètres et y aurait pénétré de 32 mètres. Mais les Ingénieurs des Mines ont toujours considéré ce sondage comme négatif.

## Société d'exploitation
Le 2 décembre 1860, la Société de recherches ayant épuisé son capital, se transforme en Compagnie d'exploitation du Midi de l'Escarpelle. Les statuts définitifs, arrêtés par délibération du Conseil général des actionnaires en date du 20 janvier 1863, sont analysés ci-dessous.
La Société est civile. Son objet est l'exploitation de la houille découverte par les sondages nos 1 et 2 à Courcelles-lez-Lens ; la continuation des travaux est nécessaire pour l'obtention d'une ou plusieurs concessions. Elle prendra provisoirement la dénomination de Compagnie houillère du Midi de l'Escarpelle. La Société sera constituée dès que 400 actions seront souscrites. Les fondateurs apportent à la Société les travaux de sondage, les droits d'invention et de priorité, les dépenses faites, les outils de sondage... Ils recevront, en compensation, 920 actions libérées ; 80 actions également libérées serviront à récompenser, par le conseil d'administration, les services rendus ou à rendre à la Société.
Le capital social est fixé à trois millions, divisé en 6 000 actions de 500 francs. Les 5 000 actions payantes seront émises par séries par le Conseil. Elles seront nominatives. La Société est administrée par un Conseil de sept membres nommés par l'assemblée générale. Il a les pouvoirs les plus étendus. Il convoque l'assemblée générale toutes les fois qu'il le juge nécessaire. Le sieur Lebreton a la direction des travaux ; il est de droit membre du conseil d'administration. Une assemblée générale se réunira chaque année le 1er mardi d'octobre. Elle nomme trois actionnaires chargés de vérifier les comptes. Le 1er août de chaque année, les écritures seront arrêtées, l'inventaire dressé.
La Société d'exploitation pousse sans nouveau résultat jusqu'à 234 mètres le sondage no 1 (266), et elle entreprend ensuite deux nouveaux sondages, nos 3 et 4. Le no 3 (286), près de la porte de Béthune, vers Douai, est suspendu dans le calcaire à 156 mètres, et le no 4 (268), à Courcelles-lez-Lens, rencontre à 138,60 mètres le terrain dévonien, qu'il suit jusqu'à 283,50 mètres, profondeur à laquelle il est abandonné sur les indices fournis par le sondage no 1, une fosse dite no 1 (50° 24′ 37″ N, 3° 00′ 50″ E) est commencée. Son inauguration a eu lieu le 1er octobre 1861, avec beaucoup de pompe. Son approfondissement est arrêté à 33 mètres de profondeur.
Voici les instructions que le sieur Abel Lebreton a donné à un chef-ouvrier pour l'organisation de la fête d'inauguration de la fosse de Courcelles :

« On demandera [...] que le drapeau soit mis sur le clocher et chez tous les cabaretiers et même chez les ouvriers, sur les deux sondages. Je ferai déposer sur le terrain de l'avaleresse autant de tonnes de bière qu'il y a de cabaretiers à Courcelles. Les mineurs d'Enquin iront à la fête et les chefs-sondeurs ; on invitera la musique de Courcelles à se trouver sur les lieux, avec des mineurs et porions de la Morinie qui sont aussi musiciens ; on fera partir des mines et un gros coup de mine parti de l'avaleresse, annoncera l'arrivée des nouveaux membres et actionnaires sur les lieux avec moi. On arborera le drapeau sur un arc de triomphe à l'entrée du champ que l'on y fera, et dont vous devrez commencer à vous procurer de grandes perches à emprunter pour la faire, dont voici le modèle tracé, avec une couronne de laurier au milieu de laquelle on écrira sur une bande de percale placée au milieu, le nom de la houillère : « La Victoire d'Abel ». (L'arc de triomphe porte en outre sur les panneaux de côté, les inscriptions suivantes : Paix sur la terre aux hommes de bonne volonté. Dieu est le père et les actionnaires forment une famille.) Préparons tout. Que lundi on puisse monter une tente pour offrir les vins d'honneur. Après l'assemblée générale, toutes les voitures arriveront à l'avaleresse. Enfin, il faut une grande fête, cela convient aux actionnaires de Paris qui y viennent exprès pour l'inauguration de l'avaleresse. »

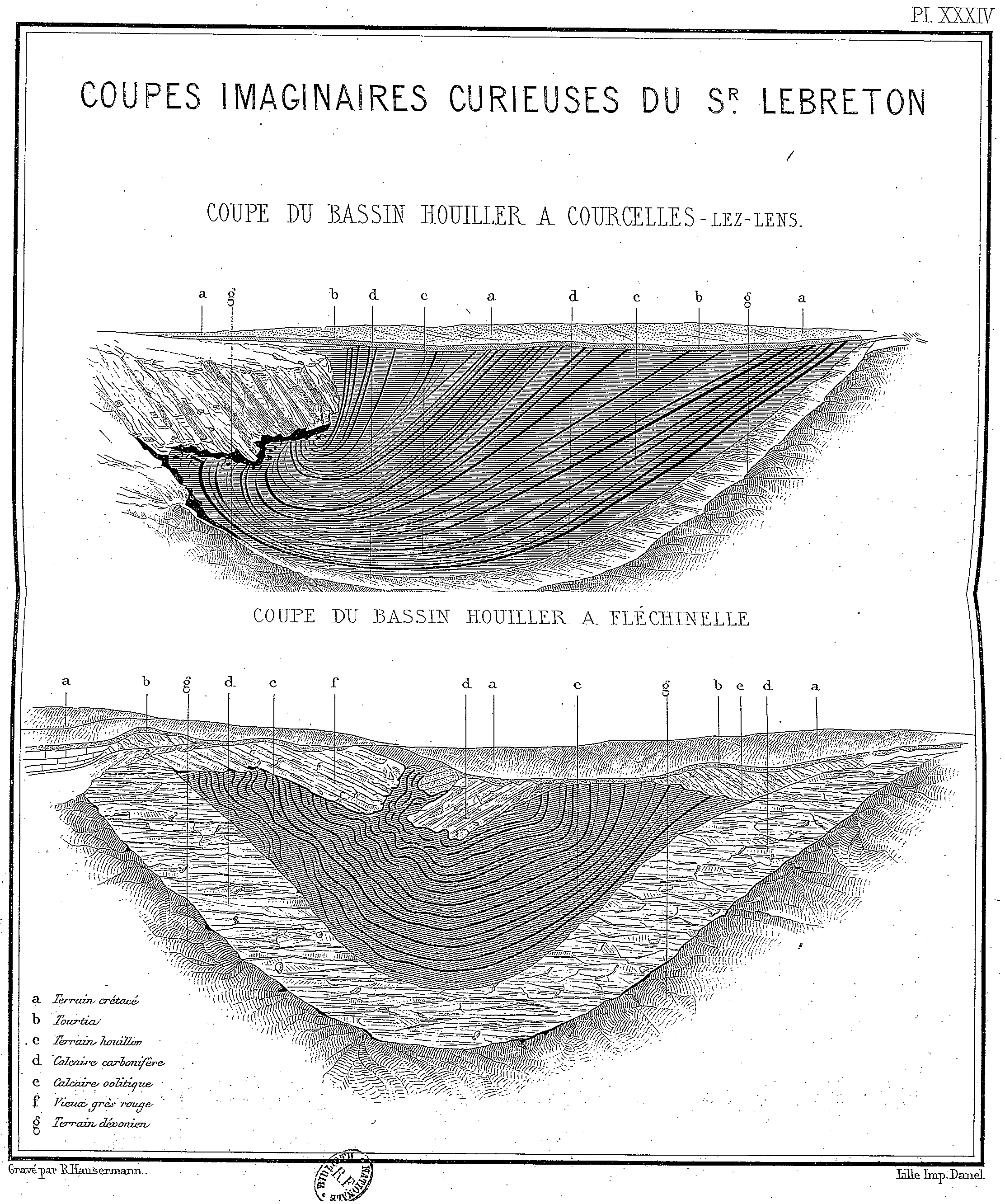
Les coupes imaginaires curieuses du Sieur Lebreton.

La lettre qui précède montre les moyens que met en œuvre le sieur Lebreton pour faire miroiter aux yeux du public et des actionnaires l'importance de ses découvertes. À cette époque, il s'occupe non seulement des recherches du Midi de l'Escarpelle, mais encore des recherches à l'extrémité du bassin, vers Fléchinelle. Pour rendre saisissables aux actionnaires qu'il recherche pour ses diverses Sociétés les espérances qu'il fonde sur ses explorations, il publie des coupes imaginaires de la formation houillère fort curieuses, dont le fac-similé est reproduit ci-contre.
Ces coupes ont pour but de faire voir que la rencontre par les sondages des terrains négatifs, antérieurs au dépôt de la formation carbonifère, ne sont nullement un indice de l'absence de cette dernière formation ; que poursuivis à une plus grande profondeur, ces sondages atteindraient le terrain houiller et la houille. Aux actionnaires que découragent les insuccès des recherches entreprises, on montre ces coupes fort ingénieusement appropriées à la démonstration qu'on a en vue, et des hommes sérieux et très positifs, mais privés des connaissances les plus élémentaires de la géologie, n'hésitent pas à accepter aveuglément ces images frappantes pour les yeux, et cela d'autant plus facilement, que certains faits récents semblaient leur donner une apparence de raison.

## Procès
Mais dès le milieu de l'année 1861, la division se met entre le sieur Lebreton et le conseil d'administration. Deux assemblées ont lieu en septembre et octobre ; on s'y dispute beaucoup, et la dernière révoque Lebreton de ses fonctions de directeur et d'administrateur. Celui-ci, à son tour, fait nommer un nouveau conseil d'administration. Un jugement du tribunal de Douai du 30 janvier 1862, confirmé par un arrêt de la Cour du 2 juin suivant, met fin à ces tristes débats par le maintien de la révocation du sieur Lebreton.

## Liquidation
Cependant, la Société a formé une demande de concession, qui a été rejetée par décision ministérielle du 10 janvier 1865. Elle a à lutter dès 1863, contre la nouvelle Société fondée par le sieur Lebreton. Ses ressources étant épuisées, sa dissolution a été prononcée par jugement du tribunal de Béthune du 6 juin 1867. Le liquidateur a été autorisé à vendre sans adjudication au sieur Lebreton, moyennant 25 000 francs, aucune offre supérieure ne s'étant produite, les droits, meubles et immeubles de la Société du Midi de l'Escarpelle. L'acquisition a eu lieu au nom du sieur Lebreton, qui déclare qu'elle est faite pour son compte personnel. Cette déclaration a été attaquée plus tard et infirmée par un arrêt de la Cour d'appel de Paris.
La Société d'exploitation du midi de l'Escarpelle a dépensé près de 250 000 francs. La liquidation donne aux actionnaires un dividende de sept francs par chaque action de 500 francs.

## Avenir de la fosseno1
Le fonçage de la fosse no 1 est repris en 1877 par la Société du Couchant d'Aniche d'Abel Lebreton, qui le continue. Sa société mise sous séquestre, la Société de Courcelles-lez-Lens, issue de la transformation de la Société du Midi de l'Escarpelle, reprend les travaux en 1869. La fosse commence à produire en 1877. En 1880, la Société de Courcelles-lez-Lens est rachetée par la Compagnie des mines de l'Escarpelle qui en fait son puits no 7. Des coups de grisou interviennent en 1883 et 1885, entraînant respectivement la mort de quatre et dix mineurs. Un puits no 7 bis est commencé sur le carreau en septembre 1902, et commence à produire en février 1906. 
La Compagnie des mines de l'Escarpelle cesse d'exister en 1946, date à laquelle elle est nationalisée. La fosse no 7 - 7 bis fait dès lors partie du Groupe de Douai. Elle cesse d'extraire en 1948, la production remonte alors par la fosse no 8 sise à Auby. Le puits no 7 bis assure le retour d'air de la fosse no 8 jusqu'en 1966, date à laquelle les puits nos 7 et 7 bis, respectivement profonds de 635 et 563 mètres, sont remblayés. Au début du XXIe siècle, les têtes de puits nos 7 et 7 bis sont matérialisées par Charbonnages de France, puis sont sous la surveillance du BRGM.